# يورغن بوتشر
يورغن بوتشر (بالألمانية: Jürgen Bucher)‏ هو لاعب كرة قدم ألماني، ولد في 22 مارس 1957 في ألمانيا الغربية. لعب مع تنس بوروسيا برلين ونادي نورنبرغ.

## وصلات خارجية
- يورغن بوتشر على موقع بيانات كرة القدم. دي إي (الألمانية)